# Альфонс (атолл)
Альфо́нс (англ. Alphonse Atoll) — один из двух атоллов группы островов Альфонс Внешних Сейшельских островов.

## География
Расположен в 400 км к юго-западу от острова Маэ и в 3 км к северу от атолла Сен-Франсуа. Атолл Альфонс включает только один остров, Альфонс. Площадь острова Альфонса 1,74 км², площадь всего атолла, включая рифы и лагуны, составляет 8 км².

## Фауна
Вдоль берегов моря расположены белые линии пляжей, к которым примыкают полосы естественных лесов, смешанных с кокосовыми рощами. Фауна Альфонса включает в себя черепах, крабов и различные виды птиц. Мелководные лагуны являются пристанищем для множества разновидностей рыб.

## История
Открыт 28 января 1730 года Шевалье Альфонсом, командиром французского фрегата «Le Lys».

## Население
Население составляет около 300 человек.

## Транспорт
На острове находится аэропорт Альфонс с взлётно-посадочной полосой длиной 1214 метров.